# Флаг Зеландии
Флаг Зеландии — официальный символ нидерландской провинции Зеландия. Создан по замыслу члена Провинциальных штатов Зеландии Т. А. Й. В. Схорера и официально утверждён Советом депутатов провинции 14 января 1949 года. Состоит из семи волнистых полос, четырёх синих и трёх белых, которые символизируют море и постоянную борьбу с ним. В центр полотнища помещён герб Зеландии.

## История
Собственные флаги у нидерландских провинций появились в течение примерно пятнадцати лет после Второй мировой войны. Жителям Зеландии было непросто решить, как должен выглядеть будущий флаг. Наибольшие вопросы вызывала расцветка: должен ли он быть похожим на флаг Нидерландов или повторять цвета герба провинции. Существовали также сомнения касательно того, помещать ли на флаг сам герб, так как это редко применяется в Нидерландах. В конечном итоге Совет депутатов выбрал проект работы Схорера. Первоначально планировалось принять флаг с тремя синими и тремя белыми полосами. Схорер убедил Совет, что семь полос будут смотреться гармоничнее, а тёмные края лучше выделяться на фоне неба; с тех пор флаг существует в нынешнем виде.
Зеландский флаг получил известность во время наводнения 1953 года, в ходе которого борьба зеландцев со стихией оказалась в центре мирового внимания. Лев, восстающий из воды, стал символом борьбы, страданий и международной солидарности.
Флаг Зеландии лёг в основу флага города Льюис в американском штате Делавэр, на месте которого в прошлом располагалось голландское поселение Сванендал.